# Квардавозь
Квардавозь — деревня в Игринском районе Удмуртской республики.

## География
Находится в центральной части Удмуртии на расстоянии приблизительно 18 км на восток по прямой от районного центра поселка Игра на левом берегу речки Ита.

## История
Известна с 1873 года как деревня Кенминская (Квардавозь, Квардаварь, Седуйлуд) с 44 дворами. В 1905 году (починок Квардавозьский) 29 дворов, в 1920 (починок Квардовоз) — 34 (7 русских и 27 удмуртских), в 1924 — 31. С 1932 года современное название, с 1939 деревня. До 2021 года входила в состав Зуринского сельского поселения.

## Население
Постоянное население составляло 385 человек (1873), 223 (1905), 258 (1924), 65 человек в 2002 году (удмурты 89 %), 61 в 2012.